# Thanatokallos
Thanatokallos – poemat amerykańskiego poety Jamesa Mathewesa Legaré (1823-1859), stanowiący polemikę z utworem Thanatopsis Williama Cullena Bryanta. Wiersz został opublikowany w czasopiśmie The Knickerbocker: Or, New-York Monthly Magazine w 1849. Użyty w tytule grecki wyraz thanatokallos oznacza piękno w śmierci. Wiersz Jamesa Mathewesa Legaré jest napisany z pozycji chrześcijańskich. Utwór jako jedyne dzieło Legarégo jest napisany wierszem białym (blank verse), czyli nierymowanym pentametrem jambicznym, czyli powszechnym w literaturze anglojęzycznej sylabotonicznym dziesięciozgłoskowcem, w którym akcenty padają na parzyste sylaby wersu (x ' x ' x ' x ' x ').

I think we faint and weep more than is manly;
I think we more mistrust than Christians should.
Because the earth we cling to interposes
And hides the lower orbit of the sun,
We have no faith to know the circle perfect,
And that a day will follow on the night:
Nay, more, that when the sun we see, is setting,
He is but rising on another people,
And not his face but ours veil'd in darkness.
We are less wise than were the ancient heathen
Who temper'd feasting with a grisly moral.